# Coeficient de transformare adiabatică
Coeficientul de transformare adiabatică este raportul dintre capacitatea termică masică la presiune constantă, {\displaystyle c_{p}\,,} și capacitatea termică masică la volum constant, {\displaystyle c_{v}\,.}.
În literatura de specialitate această noțiune mai este întâlnită sub numele de exponent adiabatic,
coeficient adiabatic,
sau indice izentropic.
În lucrările de fizică coeficientul de transformare adiabatică este notat de obicei cu {\displaystyle \gamma \,}
iar în cele tehnice cu {\displaystyle k\,}
ambele notații fiind acceptate de STAS 1647-85. Înainte de apariția standardului, sub influența lucrărilor de chimie și a bibliografiei în limba germană, se folosea notația {\displaystyle \kappa \,},
{\displaystyle \gamma ={\frac {c_{p}}{c_{v}}}}
În locul capacităților termice masice se pot folosi capacitățile termice molare, {\displaystyle C_{p}\,,} respectiv {\displaystyle C_{v}\,,}) relația devenind:
{\displaystyle \gamma ={\frac {C_{p}}{C_{v}}}}

## Experimente
Pentru evidențierea fenomenelor care definesc coeficientul de transformare adiabatică se poate face următorul experiment:
Un cilindru prevăzut cu un piston conține aer. La început presiunea din interiorul cilindrului este egală cu cea din exteriorul său. Ținând pistonul fix, se încălzește aerul din cilindru până la o temperatură oarecare, dată. Deoarece pistonul nu se poate mișca, în timpul încălzirii volumul aerului din cilindru va rămâne constant, iar presiunea din interiorul cilindrului va crește. Se oprește încălzirea și se eliberează pistonul. Acesta se va deplasa spre exteriorul cilindrului, destinderea aerului având loc fără schimb de căldură cu exteriorul, adică efectuându-se printr-o transformare adiabatică. Prin destindere aerul efectuează lucru mecanic, ca urmare se răcește. Experimental se constată că, lăsând pistonul liber, pentru a readuce aerul la temperatura dată acesta trebuie reîncălzit, fiind necesară o cantitate de căldură cu circa 40 % mai mare decât cea din primul caz. Cantitatea de căldură introdusă ținând pistonul fix a fost proporțională cu {\displaystyle c_{v}\,}, iar cea introdusă lăsând pistonul liber a fost proporțională cu {\displaystyle c_{p}\,}. Ca urmare, în acest exemplu coeficientul de transformare adiabatică este de circa 1,4.

## Relația pentru gazul perfect
Pentru un gaz perfect (nu și pentru un gaz ideal), capacitățile termice masice sunt constante cu temperatura. Ținând cont că entalpia are expresia {\displaystyle h=c_{p}t\,} iar energia internă {\displaystyle u=c_{v}t\,}, se poate afirma că coeficientul de transformare adiabatică este raportul dintre entalpie și energia internă:
{\displaystyle \gamma ={\frac {h}{u}}}
În continuare, capacitățile termice masice se pot exprima în funcție de coeficientul de transformare adiabatică ( {\displaystyle \gamma \,} ) și de constanta caracteristică a gazului ( {\displaystyle R_{M}\,} ):
{\displaystyle c_{p}={\frac {\gamma R_{M}}{\gamma -1}}\qquad {\mbox{și}}\qquad c_{v}={\frac {R_{M}}{\gamma -1}}}
Dacă nu se dispune decât de un set de tabele cu capacitățile termice masice (de obicei {\displaystyle c_{p}\,}) celelalte se pot calcula cu relația lui Robert Mayer:
{\displaystyle c_{v}=c_{p}-R_{m}\,}
unde constanta caracteristică a gazului se găsește tot în tabele, sau se poate calcula cu relația:
{\displaystyle R_{m}={\frac {R}{M}}}
unde {\displaystyle R\,} este constanta universală a gazelor, iar {\displaystyle M\,} este masa molară a gazului respectiv.
La nivel molar, relațiile sunt:
{\displaystyle C_{v}=C_{p}-R\,}
respectiv:
{\displaystyle C_{p}={\frac {\gamma R}{\gamma -1}}\qquad {\mbox{și}}\qquad C_{v}={\frac {R}{\gamma -1}}}

### Relația cu gradele de libertate
Pentru gaze perfecte coeficientul de transformare adiabatică poate fi calculat din gradele de libertate ( {\displaystyle i\,} ) ale moleculei cu relația:
{\displaystyle \gamma \ ={\frac {i+2}{i}}\qquad {\mbox{sau}}\qquad i={\frac {2}{\gamma -1}}}
Se observă că pentru un gaz monoatomic, care are trei grade de libertate:
{\displaystyle \gamma \ ={\frac {5}{3}}\approx 1,67},
în timp ce pentru un gaz biatomic, care are cinci grade de libertate:
{\displaystyle \gamma ={\frac {7}{5}}=1,4},
iar pentru un gaz poliatomic, care are șase grade de libertate:
{\displaystyle \gamma ={\frac {8}{6}}={\frac {4}{3}}\approx 1,33}.
Exemplu: aerul este un amestec format aproape numai din gaze biatomice, ~78 % azot (N2) și ~21 % oxigen (O2), și, în condiții normale se comportă aproape ca un gaz perfect. Ca urmare, valoarea teoretică a coeficientului de transformare adiabatică pentru aer este 1,4 , valoare care corespunde bine cu cea măsurată experimental, de circa 1,403 (v. tabelul).

## Relația pentru gazul ideal și gazele reale
În cazul gazelor reale (și teoria admite și pentru gazul ideal), ambele {\displaystyle C_{p}\,} și {\displaystyle C_{v}\,} cresc cu temperatura. În acest caz coeficientul de transformare adiabatică poate să nu mai fie constant cu temperatura.
Și pentru gazul ideal este valabilă relația lui Robert Mayer, însă aceasta nu garantează că coeficientul de transformare adiabatică va fi constant cu temperatura.

### Expresii termodinamice
Valorile bazate pe aproximații, în special pe relația lui Robert Mayer, în unele cazuri, de exemplu la curgerea prin tuburi, pot să nu fie suficient de exacte. În aceste cazuri se recomandă folosirea valorilor experimentale.
O valoare riguros exactă a raportului {\displaystyle {\frac {C_{p}}{C_{v}}}} poate fi calculată determinând {\displaystyle C_{v}\,} din relația:
{\displaystyle C_{p}-C_{v}\ =\ -T{\frac {\left({\frac {\partial V}{\partial T}}\right)_{p}^{2}}{\left({\frac {\partial V}{\partial p}}\right)_{T}}}\ =\ -T{\frac {{\left({\frac {\partial p}{\partial T}}\right)}^{2}}{\frac {\partial p}{\partial V}}}}
Valorile {\displaystyle C_{p}\,} se găsesc de obicei în tabele, însă valorile {\displaystyle C_{v}\,} trebuie calculate din relația de mai sus.

## Transformarea adiabatică
Coeficientul de transformare adiabatică permite stabilirea unei importante relații pentru procese izentropice (sau izoentropice) cvasistatice, reversibile, adiabatice, la comprimarea unui gaz ideal și perfect caloric. Sub formă diferențială relația este:
{\displaystyle \left({\frac {\partial p}{\partial V}}\right)_{q}=-\gamma \left({\frac {\partial p}{\partial V}}\right)_{T}}
care prin integrare duce la expresia:
{\displaystyle pV^{\gamma }={\text{constant}}\,}
Forma diferențială justifică denumirea de „coeficient” a noțiunii, iar cea integrată denumirea de „exponent”, însă denumirea de „indice” nu are nicio justificare.
Folosirea termenului „izentropic” în loc de „adiabatic” în definirea noțiunii este valabilă doar pentru gazul perfect, unde transformarea izentropică este identică cu transformarea adiabatică.